# Parque eólico Canela II
El Parque eólico Canela II es una agrupación de aerogeneradores, situado en la comuna de Canela, a un costado de la Ruta 5 Norte, aproximadamente a 80 km al norte de la ciudad de Los Vilos, al sur del Parque eólico Canela I, en operación desde diciembre de 2007. El proyecto Parque eólico Canela II, consiste en la instalación de 40 aerogeneradores de tecnología ACCIONA Windpower con un diámetro máximo de rotor de 82 m y una altura de torre de 79 m. La potencia nominal es de 60 MW y tiene una producción media anual generable de 180.140 MWh. Este proyecto se conecta al Sistema Interconectado Central mediante la línea de transmisión de 2×220 kV Los Vilos-Pan de Azúcar, ubicada a aproximadamente un kilómetro del lugar de emplazamiento del proyecto.
El parque eólico se emplaza en un sitio de 1080 hectáreas aproximadamente.
Con este aporte, la compañía da respuesta a la ley para Promoción de ERNC (Energías Renovables No Convencionales), impulsada por el Gobierno de la presidenta Michelle Bachelet Jeria, la que establece un 5 % de generación con ERNC para el período 2010-2014. El parque eólico Canela II permite desplazar una emisión cercana a las 90.000 t de CO2 al año.